# Liudolf van Trier
Liudolf van Trier (Erpostede bij Stecklenberg - Erpostede, 7 april 1008) was van 994 tot 1008 aartsbisschop van Trier.

## Leven
Liudolf was afkomstig uit het tegenwoordig niet meer bestaande Erpostede bij Stecklenberg in de Harz. Hij was keizerlijk hofkapelaan, domheer van Hildesheim en vermoedelijk ook proost (voorzitter van het domkapittel) in Goslar. In 994 werd hij door bisschop Adalbero II van Metz tot aartsbisschop van Trier gewijd. Reeds kort na zijn aantreden kwam hij in conflict met de burgers van Trier. Hij sprak een interdictum uit over de stad. Na de dood van keizer Otto III maakte hij zich sterk voor de verkiezing van Hendrik II. Door het bouwen van een muur liet hij het domkwartier van de stad afgrendelen. Liudolf overleed in 1008 in zijn geboorteplaats. Hij werd bijgezet in de dom van Halberstadt.